# Lemvig
Lemvig é um município da Dinamarca, localizado na região ocidental, no condado de Ringkobing.
O município tem uma área de 465.72 km² e uma  população de 18 070 habitantes, segundo o censo de 2005.

## Personalidades
- Jens Christian Skou (1918), Prémio Nobel da Química de 1997